# 奥廖内喷泉
奥廖内喷泉又译为猎户座喷泉（Fontana di Orione）是意大利西西里墨西拿的一座大型喷泉，创作者乔瓦尼·安杰洛·蒙托索利（1507-1563）是米开朗基罗的一名学生。可追溯到1553年，与多梅尼科·瓦内洛合作建造，位于主教座堂广场。

## 历史
艺术史学家伯纳德·贝伦森称之为“16世纪欧洲最美的喷泉”，这确实是一部具有非凡之美、意义重大和情感强烈的作品。
1547年，墨西拿省议会委托修建了第一条城市输水管道， 输送来卡马罗河和博尔多纳罗河的河水，由陶尔米纳的建筑师弗朗西斯科·拉·卡梅奥拉设计。在教宗保禄三世的许可下，拆除中世纪的圣老楞佐堂，稍微移动位置，重建文艺复兴教堂，该项目委托给蒙托索利本人。 喷泉面对着新教堂的正立面。这座建筑在1783年的地震中被毁。佛罗伦萨雕塑家蒙托索利接受了这项任务，与他的学生马蒂诺·蒙塔尼尼一起抵达墨西拿。他受命在主教座堂广场修建一座喷泉，喷泉雕塑代表神话中墨西拿城的创立者奥廖内，化作猎户座。蒙托索利索要来卡拉拉大理石，并雇佣了许多当地雕塑家，与他们积极合作，在很短的时间内完成了喷泉。
喷泉呈金字塔结构：顶端是奥廖内，脚下是他的天狼。下面是四个那伊阿得斯河四个特里同。其中4尊雕像，代表尼罗河、台伯河、埃布罗河、卡马罗河 所有雕像都取自奥维德的变形记。。
这项工程得到了赞赏，因此墨西拿省议会又决定委托这位雕塑家建造第二座喷泉，现在被称为海神喷泉（Fontana del Nettuno）。

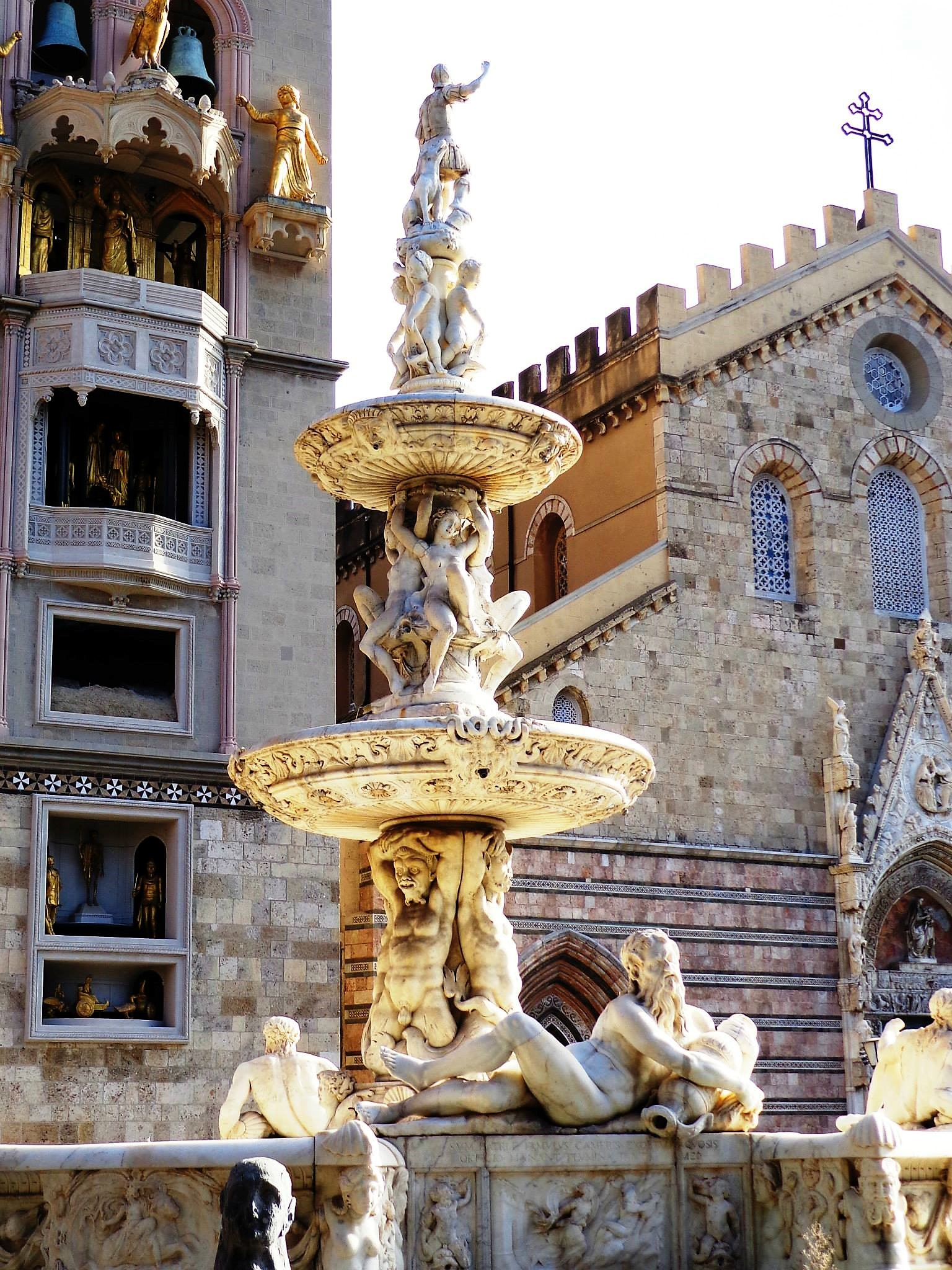
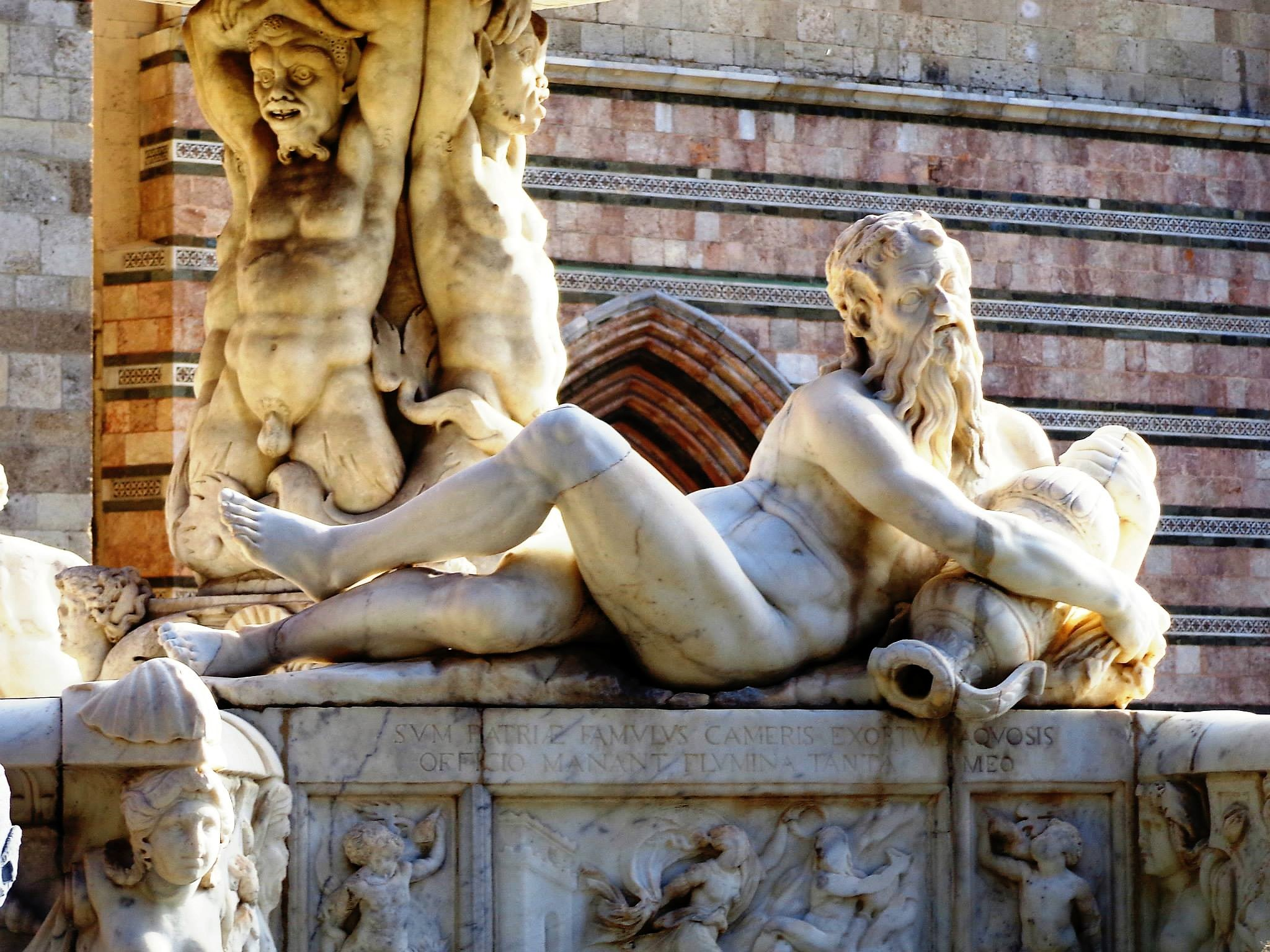
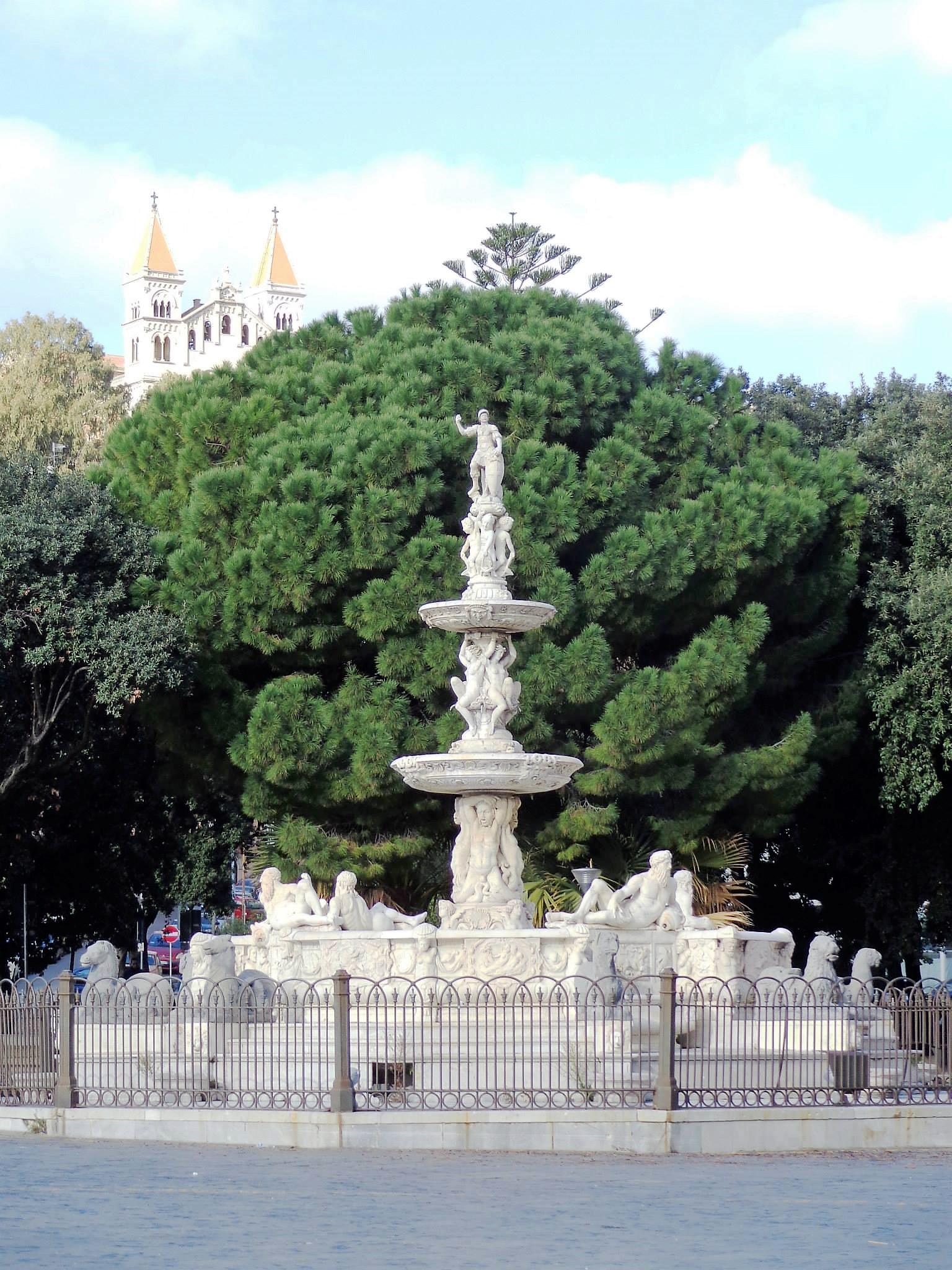